# Lijst van Roemeense gemeenten
De lijst van Roemeense gemeenten is opgedeeld naar district:
- Lijst van gemeenten in Alba
- Lijst van gemeenten in Arad
- Lijst van gemeenten in Argeș
- Lijst van gemeenten in Bacău
- Lijst van gemeenten in Bihor
- Lijst van gemeenten in Bistrița-Năsăud
- Lijst van gemeenten in Botoșani
- Lijst van gemeenten in Brașov
- Lijst van gemeenten in Brăila
- Lijst van gemeenten in Buzău
- Lijst van gemeenten in Caraș-Severin
- Lijst van gemeenten in Călărași
- Lijst van gemeenten in Cluj
- Lijst van gemeenten in Constanța
- Lijst van gemeenten in Covasna
- Lijst van gemeenten in Dâmbovița
- Lijst van gemeenten in Dolj
- Lijst van gemeenten in Galați
- Lijst van gemeenten in Giurgiu
- Lijst van gemeenten in Gorj
- Lijst van gemeenten in Harghita
- Lijst van gemeenten in Hunedoara
- Lijst van gemeenten in Ialomița
- Lijst van gemeenten in Iași
- Lijst van gemeenten in Ilfov
- Lijst van gemeenten in Maramureș
- Lijst van gemeenten in Mehedinți
- Lijst van gemeenten in Mureș
- Lijst van gemeenten in Neamț
- Lijst van gemeenten in Olt
- Lijst van gemeenten in Prahova
- Lijst van gemeenten in Satu Mare
- Lijst van gemeenten in Sălaj
- Lijst van gemeenten in Sibiu
- Lijst van gemeenten in Suceava
- Lijst van gemeenten in Teleorman
- Lijst van gemeenten in Timiș
- Lijst van gemeenten in Tulcea
- Lijst van gemeenten in Vaslui
- Lijst van gemeenten in Vâlcea
- Lijst van gemeenten in Vrancea